# 條紋金鰏
條紋金鰏（学名：Aurigequula fasciata）又名长棘鲾、條紋鰏，为金鲾属的唯一物種，屬蝴蝶魚目鲾科的鱼类。分布于红海、南洋群岛以及中国南海等海域，一般生活于热带海的近岸。